# Aemasia
Aemasia is een geslacht van rechtvleugeligen uit de familie sabelsprinkhanen (Tettigoniidae). De wetenschappelijke naam van dit geslacht is voor het eerst geldig gepubliceerd in 1895 door Brunner von Wattenwyl.

## Soorten
Het geslacht Aemasia omvat de volgende soorten:
- Aemasia major Brunner von Wattenwyl, 1895
- Aemasia surinama Beier, 1960
- Aemasia viridis Brunner von Wattenwyl, 1895